# Faubourg Saint-Honoré
Le faubourg Saint-Honoré est un des anciens faubourgs de Paris. Il s'articule autour de son artère centrale, la rue du Faubourg-Saint-Honoré, elle-même un prolongement de la rue Saint-Honoré. La rue du Faubourg Saint-Honoré constituait anciennement la partie extra muros (à l'extérieur de l' enceinte des Fossés jaunes) de la rue Saint-Honoré.

## Historique
Au début du XVIIIe siècle, le faubourg Saint-Honoré est composé de jardiniers, maraîchers et habitants à revenu modeste. Dès 1720, le faubourg devient la cible des promoteurs immobiliers. L'hôtel du comte d'Évreux (palais de l'Élysée en 1799) est érigé en 1718. L'hôtel de Rohan-Montbazon est construit en 1719. En 1770, tous les terrains de la rue d'Anjou ont été acquis.

## Bâtiments remarquables
- no 83 : galerie Bernheim-Jeune fondée en 1925, à l'angle du 27, avenue  Matignon.